# Johanna Boy
Johanna Boy, Pseudonym H. v. Schwarz, (* 31. März 1851 in Völpke; † unbekannt) war eine deutsche Schriftstellerin.
Die Pfarrerstochter wurde Diakonisse in Hamm bei Hamburg und publizierte ab ihrem 26. Lebensjahr mehrere Märchen und Jugendschriften für gemeinnützige Zwecke. Ab 1889 gab sie gemeinsam mit Helene Berthold das Jahrbuch Maria und Martha. Ein Buch für Jungfrauen. heraus.

## Werke
- Schöne Aussicht. Ein Harzmärchen. 3. Auflage, Greiffenberg 1909
- Wilder Wein. Drei merkwürdige Geschichten. Greiffenberg 1911